# Tim Stapleton
Timothy Gabriel „Tim“ Stapleton (* 19. Juli 1982 in La Grange, Illinois) ist ein ehemaliger US-amerikanischer Eishockeyspieler, der im Verlauf seiner aktiven Karriere zwischen 2002 und 2018 unter anderem 118 Spiele für die Toronto Maple Leafs, Atlanta Thrashers und Winnipeg Jets in der National Hockey League (NHL) auf der Position des Centers bestritten hat. Darüber hinaus absolvierte Stapleton weitere 200 Partien in der American Hockey League (AHL) und war zudem vier Spielzeiten in der Kontinentalen Hockey-Liga (KHL) aktiv.

## Karriere
Tim Stapleton begann seine Karriere als Eishockeyspieler bei den Green Bay Gamblers, für die er von 2000 bis 2002 in der United States Hockey League (USHL) aktiv war. Anschließend spielte er vier Jahre lang für die Eishockeymannschaft der University of Minnesota Duluth. Gegen Ende der Saison 2005/06 spielte Stapleton erstmals im professionellen Eishockey, als er sowohl in der regulären Saison als auch den Playoffs für die Portland Pirates aus der American Hockey League (AHL) auf dem Eis stand. Im Sommer 2006 erhielt der US-Amerikaner einen Vertrag bei Jokerit Helsinki aus der finnischen SM-liiga, für die er die folgenden zwei Jahre spielte und mit denen er 2007 Vizemeister wurde.
Vor der Saison 2008/09 kehrte der Center nach Nordamerika zurück, wo er als Free Agent einen Vertrag bei den Toronto Maple Leafs aus der National Hockey League (NHL) unterschrieb. Allerdings kam er bis auf vier NHL-Partien nur in der AHL bei den Toronto Marlies zum Einsatz. Anfang Juli 2009 transferierten ihn die Toronto Maple Leafs gemeinsam mit Pavel Kubina im Austausch für Garnet Exelby und Colin Stuart zu den Atlanta Thrashers. Mit dem Franchise zog der US-Amerikaner vor der Spielzeit 2011/12 ins kanadische Winnipeg um und verbrachte die Saison bei den Jets.
Im Juli 2012 unterzeichnete Stapleton einen Kontrakt beim HK Dinamo Minsk aus der Kontinentalen Hockey-Liga (KHL) und erzielte in 58 KHL-Partien insgesamt 45 Scorerpunkte für den belarussischen Hauptstadtklub. Anschließend wechselte er innerhalb der Liga zu Ak Bars Kasan, wo er in 60 KHL-Partien weitere 34 Scorerpunkte sammelte. Im Juli 2014 wurde sein Vertrag in gegenseitigem Einvernehmen aufgelöst, woraufhin sich der Rechtsschütze dem Ligakonkurrenten Neftechimik Nischnekamsk anschloss und dort zu Beginn der Saison 2014/15 auf dem Eis stand. Im Dezember desselben Jahres wurde Stapleton gegen Jewgeni Grigorenko vom HK Metallurg Magnitogorsk eingetauscht. Auch aufgrund der unsicheren wirtschaftlichen Situation in Russland unterschrieb Stapleton zur Saison 2015/16 einen Vertrag beim EHC Biel aus der Schweizer National League A (NLA). Nach 24 Spielen für den EHC Biel verließ er den Klub im November 2015 und wurde vom HC Lugano verpflichtet.
Ab August 2016 spielte Stapleton für Färjestad BK in der Svenska Hockeyligan (SHL), wechselte Ende November 2016 dann aber zurück in die KHL zum HK Spartak Moskau. Im April 2016 unterzeichnete Stapleton einen Vertrag beim EHC Olten aus der zweitklassigen Swiss League für die folgende Saison mit Option auf eine weitere. Der US-Amerikaner verließ die Schweiz jedoch bereits im Januar 2018 und schloss sich in der Folge dem ERC Ingolstadt aus der Deutschen Eishockey Liga (DEL) an. Nach 13 Spielen in der DEL beendete Stapleton zum Saisonende 2017/18 seine aktive Karriere im Alter von 35 Jahren.

### International
Im Jahr 2011 wurde Stapleton das erste Mal für die Nationalmannschaft der Vereinigten Staaten nominiert und absolvierte mit dieser die Weltmeisterschaft 2011. Bei der Weltmeisterschaft ein Jahr später, die in Stockholm und Helsinki ausgetragen wurde, gehörte Stapleton erneut der Nationalmannschaft an und gewann mit dieser die Bronzemedaille. Ebenso spielte der Mittelstürmer bei der Weltmeisterschaft 2014, als er als einer der Assistenzkapitäne fungierte.

## Erfolge und Auszeichnungen
- 2007 Finnischer Vizemeister mit Jokerit Helsinki
- 2013 Teilnahme am KHL All-Star Game
- 2013 Bronzemedaille bei der Weltmeisterschaft

## Karrierestatistik

### International
Vertrat die USA bei:
- Weltmeisterschaft 2011
- Weltmeisterschaft 2013
- Weltmeisterschaft 2014

(Legende zur Spielerstatistik: Sp oder GP = absolvierte Spiele; T oder G = erzielte Tore; V oder A = erzielte Assists; Pkt oder Pts = erzielte Scorerpunkte; SM oder PIM = erhaltene Strafminuten; +/− = Plus/Minus-Bilanz; PP = erzielte Überzahltore; SH = erzielte Unterzahltore; GW = erzielte Siegtore; 1 Play-downs/Relegation; Kursiv: Statistik nicht vollständig)